# Beinn Bhreac (Aberdeenshire)
Beinn Bhreac är ett berg i Storbritannien.   Det ligger i kommunen Aberdeenshire och riksdelen Skottland, i den norra delen av landet, 600 km norr om huvudstaden London. Toppen på Beinn Bhreac är 931 meter över havet, eller 81 meter över den omgivande terrängen. Bredden vid basen är 2,3 km.
Terrängen runt Beinn Bhreac är kuperad. Runt Beinn Bhreac är det mycket glesbefolkat, med 2 invånare per kvadratkilometer. Närmaste större samhälle är Braemar, 10,7 km sydost om Beinn Bhreac. Trakten runt Beinn Bhreac består i huvudsak av gräsmarker.